# Rombicuboctaedru
În geometrie rombicuboctaedrul sau micul rombicuboctaedru este un poliedru arhimedic. Are 26 de fețe regulate (8 triunghiulare și 6 pătrate și 12 dreptunghiulare), 48 de laturi (muchii) identice. Există 24 de vârfuri identice, cu un triunghi, un pătrat și două dreptunghiuri care se întâlnesc la fiecare. (De observat că această formă poate avea pătratele ca fețe dreptunghiulare, dar pentru a fi un poliedru arhimedic ele trebuie să fie pătrate.) Poliedrul are simetrie octaedrică, ca și cubul și octaedrul. Dualul său este icositetraedrul romboidal sau icositetraedrul trapezoidal, deși fețele acestuia nu sunt trapeze adevărate.
Are indicele de poliedru uniform U10, indicele Coxeter C22 și indicele Wenninger W13.

## Nume
Johannes Kepler în Harmonices Mundi (1618) a numit acest poliedru rombicuboctaedru, fiind prescurtarea de la romb cuboctaedric trunchiat, unde romb cuboctaedric era numele dat de el dodecaedrului rombic. Există diferite trunchieri ale unui dodecaedru rombic într-un rombicuboctaedru topologic: în mod evident rectificarea (la stânga), cea care creează un poliedru uniform (în centru) și rectificarea dualului cuboctaedrului (la dreapta), care este nucleul compusului dual.
Poate fi numit și un cub sau octaedru expandat sau cantelat, din operațiunile de trunchiere pe oricare poliedru uniform.

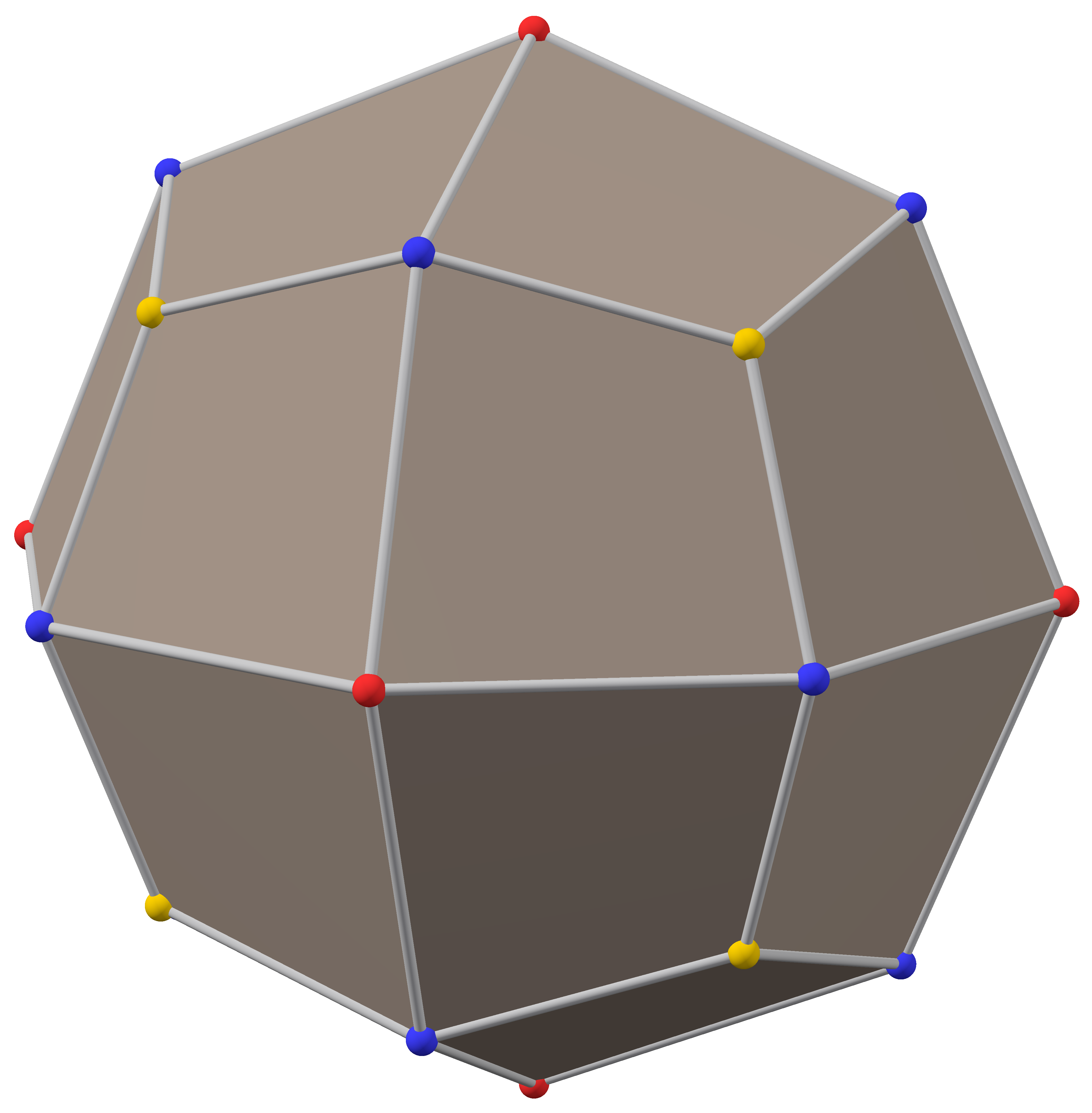
Dual: Icositetraedru romboidal

## Coordonate carteziene
Coordonatele carteziene ale vârfurilor unui rombicuboctaedru centrat în origine, cu lungimea laturii de 2, sunt toate permutările
(±1, ±1, ±(1 + √2)).
Dacă rombicuboctaedrul are lungimea laturii 1, dualul său, icositetraedrul romboidal are lungimea laturii
{\displaystyle {\frac {2}{7}}{\sqrt {10-{\sqrt {2}}}}\quad } și {\displaystyle \quad {\sqrt {4-2{\sqrt {2}}}}.}

## Arie și volum
Aria A și volumul V ale unui rombicuboctaedru cu lungimea laturii a sunt:
{\displaystyle {\begin{aligned}A&=\left(18+2{\sqrt {3}}\right)a^{2}&&\approx 21,464\,1016~a^{2}\\V&={\frac {12+10{\sqrt {2}}}{3}}a^{3}&&\approx 8,714\,045\,21~a^{3}.\end{aligned}}}

## Relații geometrice

Rombicuboctaedrul poate fi considerat fie un cub expandat (fețele albastre), fie un octaedru expandat (fețele roșii)

Există variante distorsionate ale rombicuboctaedrului, care, deși unele dintre fețe nu sunt poligoane regulate, sunt totuși uniforme pe vârfuri. Unele dintre acestea pot fi realizate prin tăierea laturilor unui cub sau unui octaedru, apoi tăierea colțurilor, astfel încât poliedrul rezultat să aibă șase fețe pătrate și douăsprezece dreptunghiulare. Acestea au simetrie octaedrică și formează o serie continuă între cub și octaedru, analogă cu distorsionările rombicosidodecaedrului sau distorsionărilor tetraedrice ale cuboctaedrului. Totuși, rombicuboctaedrul are și un al doilea set de distorsionări, cu șase fețe dreptunghiulare și șaisprezece trapezoidale, care nu au simetrie octaedrică ci simetrie Th, deci sunt invariante sub aceleași rotații ca și tetraedrul, însă cu reflexii diferite.
Rombicuboctaedrul este folosit în trei teselări uniforme ale spațiului: fagurele cubic cantelat, fagurele cubic runcitrunchiat și fagurele cubic alternat runcinat.
|                         | Rombicuboctaedru |
| Pseudoroombicuboctaedru |                  |

### Divizare
Există trei perechi de plane paralele, intersecțiile lor cu un rombicuboctaedru fiind octogoane regulate. Rombicuboctaedrul poate fi divizat de oricare pereche pentru a obține o prismă octogonală centrală cu fețe regulate și două cupole pătrate, care sunt poliedre Johnson; este deci o ortobicupolă pătrată alungită. Aceste poliedre pot fi reasamblate după rotirea unei cupole cu 45° pentru a da un nou poliedru, numit girobicupolă pătrată alungită sau pseudorombicuboctaedru, cu simetria unei antiprisme pătrate. În acesta, toate vârfurile sunt la fel cu cele ale unui rombicuboctaedru, cu figura vârfului 3.4.4.4, adică în fiecare vârf se întâlnesc un triunghi și trei pătrate, dar nu sunt toate identice față de întregul poliedru, deoarece unele sunt mai aproape de axa de simetrie decât altele.

## Proiecții ortogonale
Rombicuboctaedrul are șase proiecții ortogonale particulare, centrate pe un vârf, pe două tipuri de laturi și pe trei tipuri de fețe: una triunghiulară și două pătrate. Ultimele două corespund cu planele Coxeter B2 și A2.
| Centrată pe         | Vârf | Latura 3-4 | Latura 4-4 | Fața pătrată 1 | Fața pătrată 2 | Fața triunghi |
| Imagine             |      |            |            |                |                |               |
| Cadru de sârmă      |      |            |            |                |                |               |
| Simetrie proiectivă | [2]  | [2]        | [2]        | [2]            | [4]            | [6]           |
| Dual                |      |            |            |                |                |               |

## Pavare sferică
Rombicuboctaedrul poate fi reprezentat și ca o pavare sferică și proiectat în plan printr-o proiecție stereografică. Această proiecție este conformă, păstrând unghiurile, dar nu ariile sau lungimile. Liniile drepte pe sferă sunt proiectate în plan ca arce de cerc.
|                      | (6) centrată pe pătrat  | (6) centrată pe pătrat  | (8) centrată pe triunghi |
| Proiecție ortogonală | Proiecții stereografice | Proiecții stereografice | Proiecții stereografice  |

## Simetrie piritoedrică
O formă cu jumătate din simetria rombicuboctaedrului, , există cu simetrie piritoedrică, [4,3+], (3*2), cu diagrama Coxeter , simbolul Schläfli s2{3,4} și poate fi numit octaedru snub cantic. Această formă poate fi vizualizată prin colorarea alternativă a marginilor celor 6 pătrate. Aceste pătrate pot fi apoi distorsionate în dreptunghiuri, în timp ce cele 8 triunghiuri rămân echilaterale. Cele 12 fețe pătrate diagonale vor deveni trapeze isoscele. La limită, dreptunghiurile pot fi reduse la laturi, trapezele devin triunghiuri, iar un icosaedru se formează, printr-o construcție octaedru snub, , s{3,4}. (Compusul de două icosaedre este construit din cele două poziții alternate.)
| · Cu geometrie uniformă · | Cu geometrie neuniformă | Cu geometrie neuniformă | · La limită, un icosaedru · octaedru snub, , · într-una din cele două poziții | Compus de două icosaedre în cele două poziții alternate |

## Poliedre înrudite
Rombicuboctaedrul face parte dintr-o familie de poliedre uniforme legate de cubul și octaedrul regulat.
| Poliedre octaedrice uniforme | Poliedre octaedrice uniforme | Poliedre octaedrice uniforme | Poliedre octaedrice uniforme | Poliedre octaedrice uniforme | Poliedre octaedrice uniforme | Poliedre octaedrice uniforme | Poliedre octaedrice uniforme | Poliedre octaedrice uniforme | Poliedre octaedrice uniforme | Poliedre octaedrice uniforme |
| Simetrie: [4,3], (*432)      | Simetrie: [4,3], (*432)      | Simetrie: [4,3], (*432)      | Simetrie: [4,3], (*432)      | Simetrie: [4,3], (*432)      | Simetrie: [4,3], (*432)      | Simetrie: [4,3], (*432)      | [4,3]+ (432)                 | [1+,4,3] = [3,3] (*332)      | [1+,4,3] = [3,3] (*332)      | [3+,4] (3*2)                 |
| ---------------------------- | ---------------------------- | ---------------------------- | ---------------------------- | ---------------------------- | ---------------------------- | ---------------------------- | ---------------------------- | ---------------------------- | ---------------------------- | ---------------------------- |
| {4,3}                        | t{4,3}                       | r{4,3} r{31,1}               | t{3,4} t{31,1}               | {3,4} {31,1}                 | rr{4,3} s2{3,4}              | tr{4,3}                      | sr{4,3}                      | h{4,3} {3,3}                 | h2{4,3} t{3,3}               | s{3,4} s{31,1}               |
|                              |                              |                              |                              |                              |                              |                              |                              |                              |                              |                              |
|                              |                              | · =                          | · =                          | · =                          |                              |                              |                              | = · sau                      | = · sau                      | = ·                          |
|                              |                              |                              |                              |                              |                              |                              |                              |                              |                              |                              |
| Dualele celor de mai sus     |                              |                              |                              |                              |                              |                              |                              |                              |                              |                              |
| V43                          | V3.82                        | V(3.4)2                      | V4.62                        | V34                          | V3.43                        | V4.6.8                       | V34.4                        | V33                          | V3.62                        | V35                          |
|                              |                              |                              |                              |                              |                              |                              |                              |                              |                              |                              |
|                              |                              |                              |                              |                              |                              |                              |                              |                              |                              |                              |
|                              |                              |                              |                              |                              |                              |                              |                              |                              |                              |                              |

### Variante de simetrie
Acest poliedru este înrudit din punct de vedere topologic ca parte a secvenței de poliedre cantelate cu figura vârfului (3.4.n.4) și continuă ca pavări ale planului hiperbolic. Aceste figuri tranzitive pe vârfuri au simetria (*n32) în notația orbifold.
| Variante de pavări expandate cu simetrie *n32: 3.4.n.4 | Variante de pavări expandate cu simetrie *n32: 3.4.n.4 | Variante de pavări expandate cu simetrie *n32: 3.4.n.4 | Variante de pavări expandate cu simetrie *n32: 3.4.n.4 | Variante de pavări expandate cu simetrie *n32: 3.4.n.4 | Variante de pavări expandate cu simetrie *n32: 3.4.n.4 | Variante de pavări expandate cu simetrie *n32: 3.4.n.4 | Variante de pavări expandate cu simetrie *n32: 3.4.n.4 | Variante de pavări expandate cu simetrie *n32: 3.4.n.4 |
| Simetrie *n32 [n,3]                                    | Sferice                                                | Sferice                                                | Sferice                                                | Sferice                                                | Euclid.                                                | Hiperb. compacte                                       | Hiperb. compacte                                       | Paracomp.                                              |
| Simetrie *n32 [n,3]                                    | *232 [2,3]                                             | *332 [3,3]                                             | *432 [4,3]                                             | *532 [5,3]                                             | *632 [6,3]                                             | *732 [7,3]                                             | *832 [8,3]...                                          | *∞32 [∞,3]                                             |
| ------------------------------------------------------ | ------------------------------------------------------ | ------------------------------------------------------ | ------------------------------------------------------ | ------------------------------------------------------ | ------------------------------------------------------ | ------------------------------------------------------ | ------------------------------------------------------ | ------------------------------------------------------ |
| Imagine                                                |                                                        |                                                        |                                                        |                                                        |                                                        |                                                        |                                                        |                                                        |
| Vârf                                                   | 3.4.2.4                                                | 3.4.3.4                                                | 3.4.4.4                                                | 3.4.5.4                                                | 3.4.6.4                                                | 3.4.7.4                                                | 3.4.8.4                                                | 3.4.∞.4                                                |

| Figuri expandate       |          |          |          |          |          |          |          |
| Config.                | 3.4.4.4  | 4.4.4.4  | 5.4.4.4  | 6.4.4.4  | 7.4.4.4  | 8.4.4.4  | ∞.4.4.4  |
| Figuri rombice config. | V3.4.4.4 | V4.4.4.4 | V5.4.4.4 | V6.4.4.4 | V7.4.4.4 | V8.4.4.4 | V∞.4.4.4 |

### Aranjamentul vârfurilor
Are același aranjament al vârfurilor cu trei poliedre uniforme neconvexe: hexaedrul trunchiat stelat, micul rombihexaedru (având în comun fețele triunghiulare și șase fețe pătrate) și micul cubicuboctaedru (având în comun douăsprezece fețe pătrate).
| Rombicuboctaedrul | Micul cubicuboctaedru | Micul rombihexaedru | Hexaedrul trunchiat stelat |